# 권중순
권중순(權仲淳, 1961년 10월 5일 ~ )은 대한민국의 제6·7·8대 대전광역시의원이다. 유회당(有懷堂) 권이진(權以鎭)의 11대손이나 같은 권이진의 후손이며, 10대손인 권선택(權善宅)과는 촌수가 가깝지 않고 윗대에서 갈려 10여촌이 넘어가는 먼 친척이라고 밝혔다.

## 학력
- 대전산성초등학교 졸업
- 대전중학교 졸업
- 대전상업고등학교 졸업
- 청주사범대학 상업교육학 학사
- 한남대학교 대학원 경영학 석사

## 경력
- 대전광역시 지방세심의위원회 위원
- 우송정보대학 세무정보과 겸임교수
- 대전YMCA시민사회위원회 개발위원
- 한국세무사회 이사
- 안동권씨대전종친회 감사
- 중소기업중앙회 자문위원회 위원
- 대전 극동방송 상담위원
- 2010.07 ~ 2014.06: 제6대 대전광역시의회 의원
- 2014.07 ~ 2018.06: 제7대 대전광역시의회 의원
- 2018.07 ~ 2022.06: 제8대 대전광역시의회 의원
  - 2020.07 ~ 2022.06 : 제8대 대전광역시의회 후반기 의장
- 2020.09 ~ 2022.06: 제17대 전국시도의회의장협의회 전반기 정책위원
- 개혁신당 대전광역시당 위원장
- 개혁신당 대전시당 중구 당협위원장
- 2025.04~ 제21대 대통령 선거 개혁신당 이준석 대통령 후보 총무부본부장

## 역대 선거 결과
|  | 43.23% |

|  | 6.94% |

|  | 41.93% |

|  | 54.30% |

|  | 64.76% |

|  | 6.67% |